# Chris Thompson (atleet)
Christopher Peter A. (Chris) Thompson (Barrow-in-Furness, 17 april 1981) is een Britse langeafstandsloper, die is gespecialiseerd in de 5000 en 10.000 m. Eenmaal nam hij deel aan de Olympische Spelen, maar bleef medailleloos.

## Biografie
Op de Europese kampioenschappen van 2010 in Barcelona behaalde Thompson de zilveren medaille op de 10.000 m, achter zijn landgenoot Mo Farah. In de finale van de 5000 m eindigde hij op de achtste plaats.
Op de Olympische Spelen van 2012 in Londen nam Thompson deel aan de 10.000 m. Met een tijd 29.06,14 eindigde hij als 25e.

## Titels
- Brits kampioen 5000 m - 2004, 2010
- Europees kampioen U23 5000 m - 2003

## Persoonlijke records
Baan
| Onderdeel      | Prestatie | Datum            | Plaats     |
| -------------- | --------- | ---------------- | ---------- |
| 1500 m         | 3.41,04   | 12 juni 2004     | Watford    |
| 1 Eng. mijl    | 4.01,23   | 28 mei 2009      | Beaverton  |
| 3000 m         | 7.43,34   | 13 augustus 2010 | Londen     |
| 2 Eng. mijl    | 8.30,19   | 26 augustus 2012 | Birmingham |
| 5000 m         | 13.11,51  | 10 juli 2010     | Gateshead  |
| 10.000 m       | 27.27,36  | 1 mei 2011       | Palo Alto  |
| 3000 m steeple | 9.06,20   | 5 juli 1998      | Bedford    |

Weg
| Onderdeel      | Prestatie | Datum           | Plaats     |
| -------------- | --------- | --------------- | ---------- |
| 5 km           | 13.46     | 26 november 209 | San José   |
| 10 km          | 28.02     | 7 maart 2010    | Partington |
| 10 Eng. mijl   | 46.56     | 21 oktober 2018 | Portsmouth |
| halve marathon | 1:01.07   | 1 maart 2020    | Londen     |
| marathon       | 2:10.52   | 26 maart 2021   | Londen     |

## Palmares

### 5000 m
- 2003:  EK U23 te Bydgoszcz - 13.58,62
- 2004:  Britse (AAA-)kamp. - 13.42,10
- 2010:  Britse kamp. - 13.48,15
- 2010: 8e EK - 13.44,42
- 2018:  Britse kamp. - 13.49,85

### 10.000 m
- 2010:  EK - 28.27,33
- 2012: 25e OS - 29.06.14
- 2014:  Britse kamp. - 28.49,77
- 2018:  Britse kamp. - 27.52,56

### 10 Eng. mijl
- 2016:  Great South Run - 47.23

### halve marathon
- 2015:  Great Birmingham Run - 1:03.00
- 2018:  halve marathon van Glasgow - 1:02.07
- 2018:  halve marathon van New York - 1:02.43
- 2018:  halve marathon van Doha - 1:03.03

### marathon
- 2014: 11e marathon van Londen - 2:11.19

### veldlopen
- 2003: 19e WK (korte afstand) - 11.40
- 2004: 98e WK (lange afstand) - 40.09
- 2004: 18e EK - 28.30 ( in het landenklassement)